# Edmund Bourke
 Ikke at forveksle med Edmund Burke.
Edmund lensgreve Bourke (2. november 1761 på Sankt Croix – 12. august 1821 i Vichy, Frankrig) var en dansk diplomat. Han tilhørte en irsk familie og var blevet opdraget i England.

## Karriere
Edmund Bourke var født på Sankt Croix, hvor hans far Theobald Bourke var plantageejer og senere justitsråd, han kom oprindelig fra Irland, men opnåede dansk indfødsret i 1779. Edmund Bourke arvede en anselig formue efter faderen og spillede efterhånden en ikke ubetydelig rolle som dansk diplomat. Han var 1789 chargé d'affaires og fra 1790-1792 gesandt i Polen, hvor han vandt kong Stanislaus' velvilje, således at denne gjorde ham til ridder af Den Hvide Ørns Orden.1792 blev han sendt som gesandt til Neapel, 1797 til Stockholm og 1801 til Spanien, hvor han opholdt sig i Madrid i adskillige år. Som påskønnelse af hans arbejde blev han 1793 gjort til kammerherre og 1811 Storkors af Dannebrog. Få år efter dette kom han til at knytte sit navn til Kielerfreden 14. januar 1814 med Sverige og England, hvortil 8. februar kom  Hannoverfreden med Rusland. Han blev i anledning af sit arbejde ved denne lejlighed gehejmekonferensråd. Senere blev han gesandt ved det engelske hof og 1820 i Frankrig, hvor han kunne tiltræde med titel af lensgreve, da han havde fået denne titel i december 1819. Men han døde allerede 1821 og blev begravet i Paris (Père Lachaise).

## Vurdering af Bourke
Det var en ret ejendommelig plads, som denne fødte vestindianer af engelsk-irsk byrd indtog i det 
danske diplomati. Han havde ypperlige åndsgaver, var åndrig, højst interessant i samtale, havde en fin iagttagelsesevne og megen menneskekundskab, og om han end vistnok var en noget epikuræisk natur, var han tillige ædel af karakter og højst elskværdig i omgang. Han besad ypperlige sprogkundskaber. Åbenbart følte han sig bedst til mode i syden, hvor også hans hustru, Maria Assunta Leonida Butini, hørte hjemme, en godmodig, livlig neapolitanerinde, som han havde haft til elskerinde, førend hun blev hans hustru i 1798. Men det blev dog under et ophold her i landet, at han kom til at virke på den mest fremtrædende skueplads, den gang han måtte drive forhandlingerne om Kielerfreden. Han viste under dem dygtighed og bestemthed, og det lykkedes ham under den fortvivlede stilling at opnå så tålelige vilkår, som det vel var muligt, således f.eks at en del af den dansk-norske statsgæld overførtes på Norge ved dets adskillelse fra Danmark, og at Færøerne, Island og Grønland blev ved Danmark. Med hensyn til det sidste punkt havde han unægtelig en god støtte deri, at den svenske underhandler ingen anelse havde om, at disse lande i gamle dage havde hørt til Norge. Senere undersøgelser har reduceret hans rolle i denne forbindelse til den medspillendes. Indskuddet om undtagelsen er vel formuleret af Bourke som en tilføjelse til det svenske udkast til traktaten; men selve ønsket om at præcisere undtagelsen af atlanterhavsøerne synes at være fremkommet som en konsekvens af engelsk politik.

## Gengivelser
- Portrætmaleri af Jens Juel 1785
- Portrætmaleri tilskrevet Josef Grassi ca. 1790
- Buste af Bertel Thorvaldsen 1801 (Thorvaldsens Museum), formentlig efter buste af Domenico Cardelli
- Miniature af Henrik Plötz 1818 (Det Nationalhistoriske Museum på Frederiksborg Slot)
- Stik af Gilles-Louis Chrétien efter tegning af Fournier, stik derefter af Edme Quenedey des Riceys